# Đồng Xuân, Hoàn Kiếm
Đồng Xuân là một phường thuộc quận Hoàn Kiếm, thành phố Hà Nội, Việt Nam.
Phường Đồng Xuân có diện tích 0,17 km², dân số năm 2021 là 9.444 người, mật độ dân số đạt 55.552 người/km².